# Palau Longoria
El Palau Longoria està situat a Madrid, al carrer de Ferran VI construït en el districte Centre de Madrid, en la confluència dels carrers Fernando VI i Pelayo.

## Història
És obra de l'arquitecte barceloní Josep Grases i Riera, qui l'any 1902 va construir aquest palau amb una llibertat absoluta de disseny convertint-lo en l'exemple més important del moviment modernista a Madrid. Va ser construït per encàrrec del financer Javier González Longoria.
El 1912 l'edifici va ser comprat per la Companyia Dental Espanyola per 500.000 pessetes, com a residència per al seu president. L'any 1946, els hereus van vendre l'immoble a Construccions Civils, adquirint-lo quatre anys més tard la Societat General d'Autors i Editors d'Espanya per cinc milions el 1950.
Ha tingut dues reformes d'importància en els anys 1912 (obra de l'arquitecte Francisco García Nava) i en l'any 1950 (per l'arquitecte Carlos Arniches Moltó; i també una reforma en l'any 1992 obra dels arquitectes Ángeles Hernández-Rubio Muñoyerro i Santiago Fajardo Cabeza.

## Galeria d'imatges

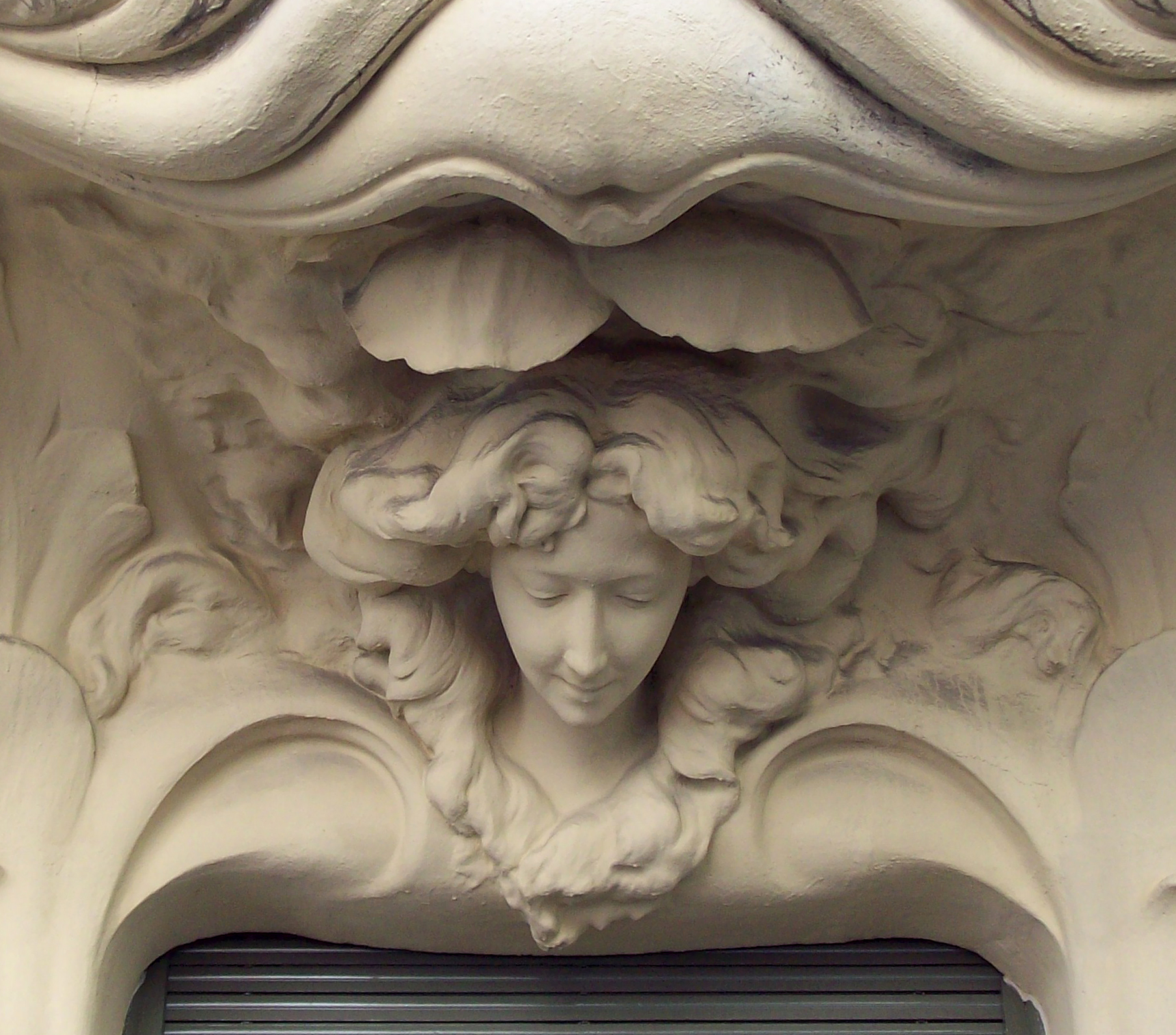
Detall modernista del Palau Longoria
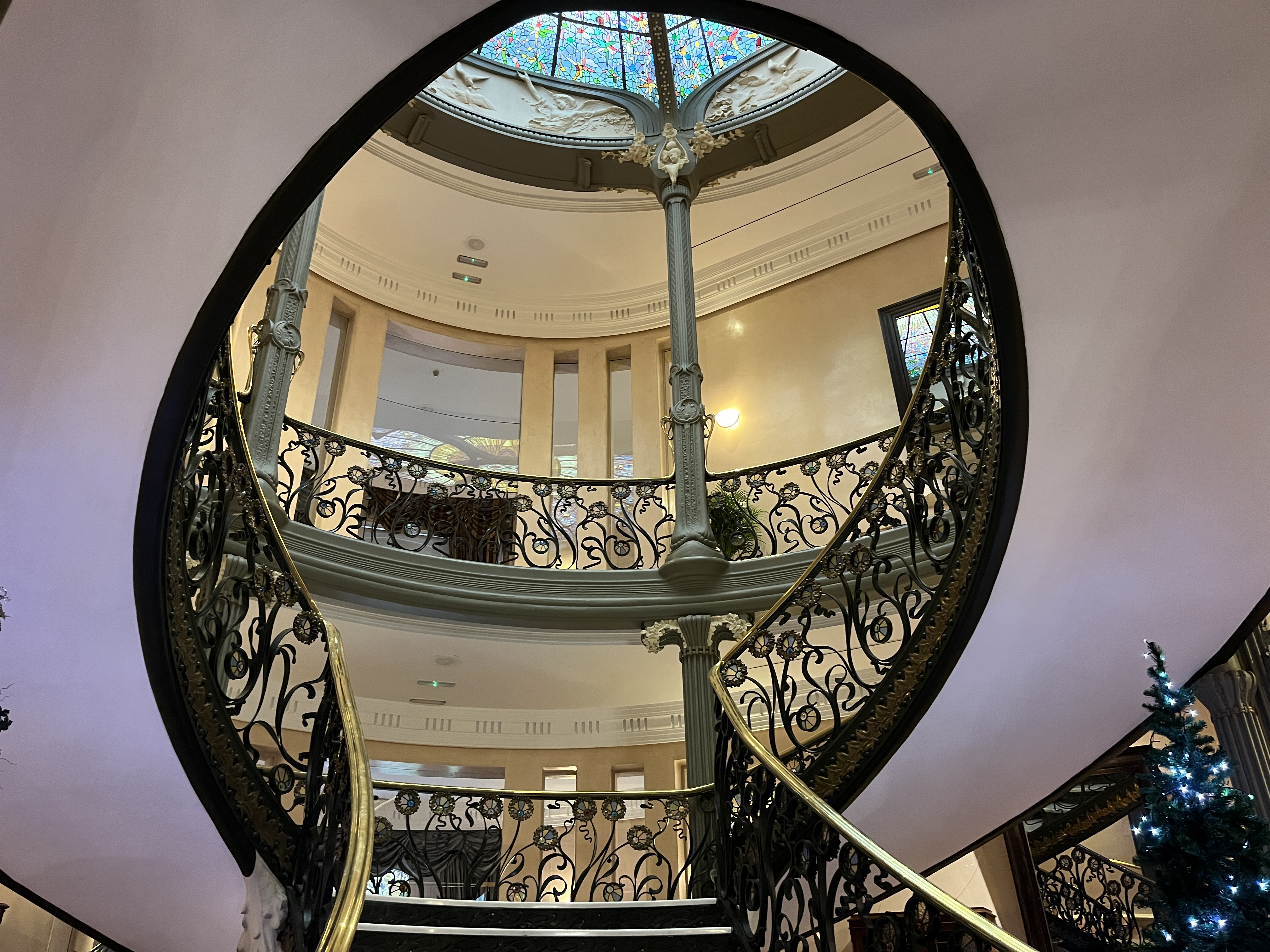
Escala central del Palau Longoria, a Madrid.
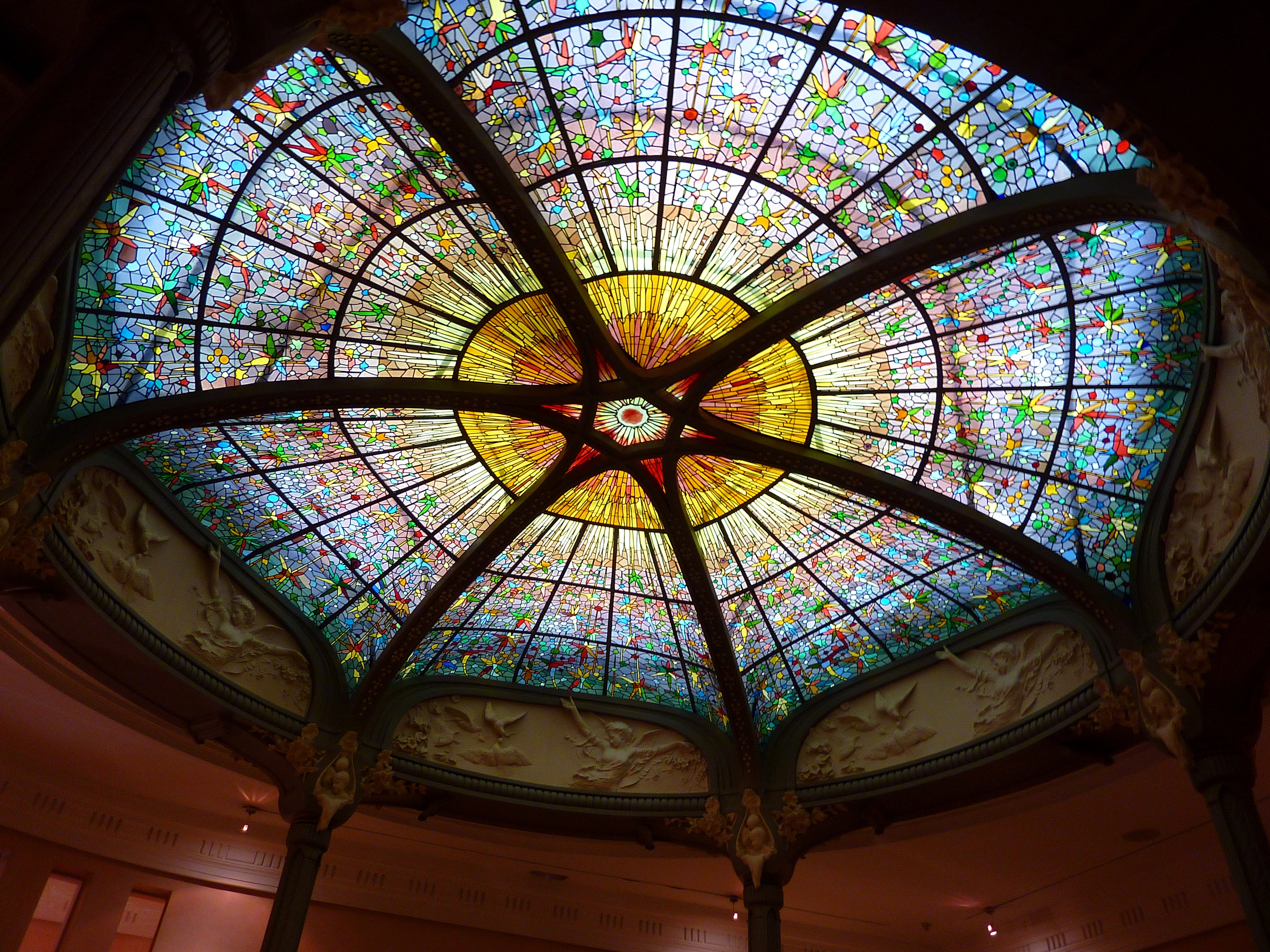
Cúpula del Palau Longoria
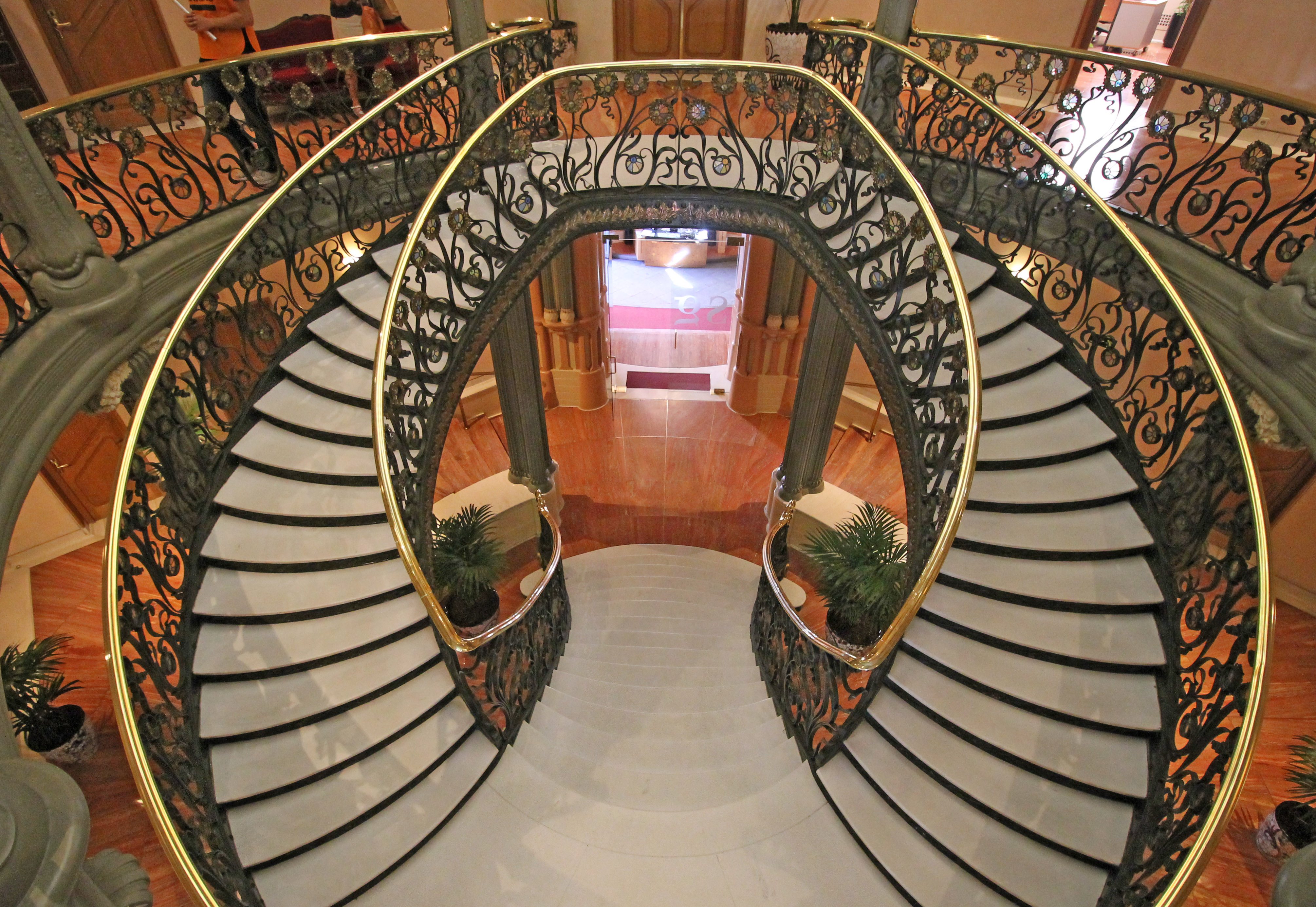
Interior del Palau Longoria